# Enterprise (Virgínia de l'Oest)
Enterprise és una concentració de població designada pel cens dels Estats Units a l'estat de Virgínia de l'Oest. Segons el cens del 2000 tenia 939 habitants.

## Demografia
Segons el cens del 2000, Enterprise tenia 939 habitants, 378 habitatges, i 275 famílies. La densitat de població era de 123,3 habitants per km².
Dels 378 habitatges en un 27,2% hi vivien nens de menys de 18 anys, en un 61,1% hi vivien parelles casades, en un 10,1% dones solteres, i en un 27% no eren unitats familiars. En el 24,6% dels habitatges hi vivien persones soles el 13,8% de les quals corresponia a persones de 65 anys o més que vivien soles. El nombre mitjà de persones vivint en cada habitatge era de 2,48 i el nombre mitjà de persones que vivien en cada família era de 2,94.
Per edats la població es repartia de la següent manera: un 21,7% tenia menys de 18 anys, un 7,7% entre 18 i 24, un 27,5% entre 25 i 44, un 26,1% de 45 a 60 i un 17% 65 anys o més.
L'edat mediana era de 41 anys. Per cada 100 dones de 18 o més anys hi havia 92,4 homes.
La renda mediana per habitatge era de 29.583 $ i la renda mediana per família de 35.417 $. Els homes tenien una renda mediana de 27.798 $ mentre que les dones 20.341 $. La renda per capita de la població era de 13.541 $. Entorn del 13,1% de les famílies i el 20,2% de la població estaven per davall del llindar de pobresa.

## Poblacions més properes
El següent diagrama mostra les poblacions més properes.